# Kernkraftwerk Chooz
Das Kernkraftwerk Chooz liegt in Frankreich in der Gemeinde Chooz an der Maas. Es verfügt über drei Druckwasserreaktoren, einen stillgelegten von Westinghouse und zwei in Betrieb befindliche vom französischen Typ N4. Der Kraftwerksbetreiber ist die EDF.
Das Kraftwerk liegt 3 Kilometer von der Grenze zu Belgien entfernt, zwischen der französischen Stadt Charleville-Mézières und der belgischen Gemeinde Dinant. In der Hauptwindrichtung liegen die deutschen Städte Koblenz (200 km), Wiesbaden / Mainz (245 km) und Frankfurt (270 km); Aachen (Nordost) liegt 115 km, Köln (Nordost) liegt 180 km und Trier (Ost-Südost) 137 km entfernt.
Der erste Reaktor am Standort war Chooz A, ein unterirdisch gelegener  Druckwasserreaktor von Westinghouse. Der Block wurde im Jahr 1991 stillgelegt und wird seit 2008 rückgebaut.
Es sind zwei Blöcke mit jeweils 1.500 MW elektrischer Leistung in Betrieb: Chooz B1 und Chooz B2. Die beiden Blöcke sind vom Typ N4 des Herstellers Framatome ANP. Die Bauarbeiten an Chooz B1 begannen am 1. Januar 1984, Netzanschluss war am 30. August 1996 und der kommerzielle Leistungsbetrieb begann am 15. Mai 2000. Die Bauarbeiten an Chooz B2 begannen am 31. Dezember 1985, Netzanschluss war am 10. April 1997 und der kommerzielle Leistungsbetrieb begann am 29. September 2000. Gemessen an der Nettoleistung sind sie nach dem Kernkraftwerk Taishan in China die beiden leistungsstärksten Blöcke der Welt, gemessen an der Bruttoleistung von je 1560 MW, sind es knapp nach dem Kernkraftwerk Civaux die drittgrößten der Welt.
Es sind ungefähr 700 Personen in Chooz beschäftigt. Seit 2009 wird am Standort das Double-Chooz-Experiment betrieben.
Die französische Regierung hat 2020 eine Verlängerung der Laufzeit um weitere 10 Jahre für alle in Betrieb befindlichen Reaktoren von 40 auf 50 Jahre Laufzeit angekündigt. Diese wurde von der französischen Aufsicht 2021 unter Auflagen genehmigt.

## Störungen, Abschaltungen
Im Jahr 2004 wurden drei Störungen der Stufe 1 auf der Internationalen Bewertungsskala für nukleare Ereignisse (INES) verzeichnet.

### Korrosion 2021/2022
Am 16. bzw. 18. Dezember 2021 wurden beide Reaktoren abgeschaltet, nachdem der Betreiber EdF in den baugleichen Reaktoren im Kernkraftwerk Civaux Risse an Rohrkrümmern des Sicherheitsinjektionssystems festgestellt hatte. Erste Untersuchungen deuteten auf Spannungskorrosion hin (gemeint ist wahrscheinlich Spannungsrisskorrosion). Reaktor 1 war 2021 für 6209 Stunden am Netz, Reaktor 2 nur für 3523.
Am 6. Januar 2022 teilte der Netzbetreiber RTE mit, dass am Reaktor B2 das gleiche Problem wie in Civaux aufgetreten sei, am zweiten Reaktor in Chooz dauerten die Untersuchungen an. Die Blöcke sollten voraussichtlich erst Ende Dezember 2022 wieder ans Netz gehen können; im April 2023 lagen noch keine Informationen über eine Wiederanschaltung vor. Am 11. Juli 2023 stellte die ASN fest, dass die von EDF für den Betrieb der Reaktoren der 1450-MWe-Klasse bis zu ihrem 40. Jahrestag vorgelegten Wartungsplanungen grundsätzlich akzeptabel, jedoch noch Spezifizierungen notwendig seien.

## Daten der Reaktorblöcke
Das Kernkraftwerk Chooz hatte insgesamt drei Blöcke:
| Reaktorblock       | Reaktortyp         | Netto- leistung | Brutto- leistung | Baubeginn  | Netzsyn- chronisation | Kommer- zieller Betrieb | Abschal- tung |
| ------------------ | ------------------ | --------------- | ---------------- | ---------- | --------------------- | ----------------------- | ------------- |
| Chooz-A (Ardennes) | Druckwasserreaktor | 310 MW          | 320 MW           | 01.01.1962 | 03.04.1967            | 15.04.1967              | 30.10.1991    |
| Chooz-B1           | Druckwasserreaktor | 1500 MW         | 1560 MW          | 01.01.1984 | 30.08.1996            | 15.05.2000              | 2050          |
| Chooz-B2           | Druckwasserreaktor | 1500 MW         | 1560 MW          | 31.12.1985 | 10.04.1997            | 29.09.2000              | 2050          |